# قائمة الخضراوات الجذرية

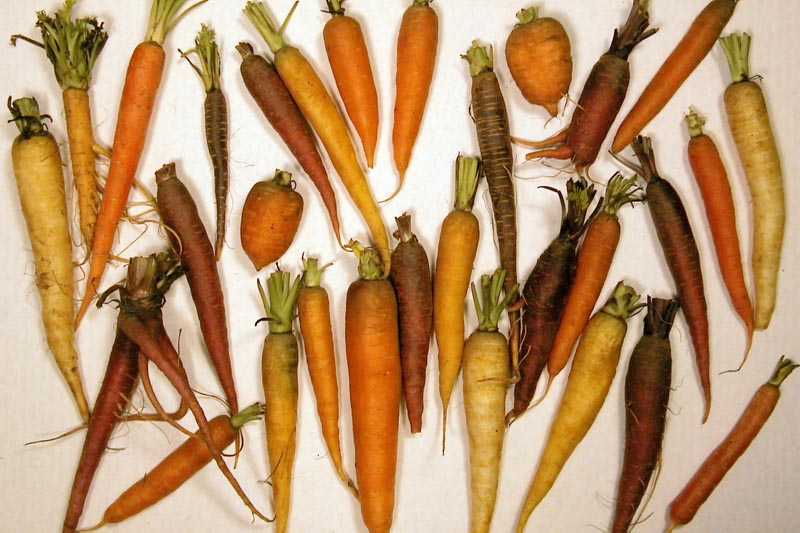
جذور الجزر بألوان مختلفة تتراوح من الفاتح إلى القاتم

الخضراوات الجذرية، هي جذور النباتات التي يمكن استخدامها كخضار. في حين أن علم النبات يميّز بين جذور النباتات الحقيقية كالدرنات والجذور الحقيقية من اللاجذور كالدرنات والجذمور والجعثن والأبصال (على الرغم من أن بعضها يحوي جذراً رئيسياً وأنسجة تحتفلقية، ما يجعل من الصعب تحديد الأنواع التي لا تنتمي للجذور)؛ من الناحية الزراعية والاستخدامات العادية، ينطبق وصف «خضار جذرية» عليها جميعاً.
الخضراوات الجذرية بشكل عام هي عبارة عن جهاز تخزين يتضخم لتخزين الطاقة على شكل سكريات. يختلف تركيز السكريات والنشويات من نوع جذري إلى آخر. من الناحية الاقتصادية، تعتبر هذه الجذور مهمة لأنها ذات تركيز كربوهيدراتي عالٍ يكون على هيئة نشا. الخضراوات الجذرية النشوية مهمة كغذاء رئيسي، ولا سيما في المناطق الاستوائية؛ وتطغى على محاصيل الحبوب في وسط أفريقيا وغرب أفريقيا وأوقيانوسيا
تصنّف القائمة التالية الخضراوات الجذرية وفقاً لتشريحها:

## جذور حقيقية

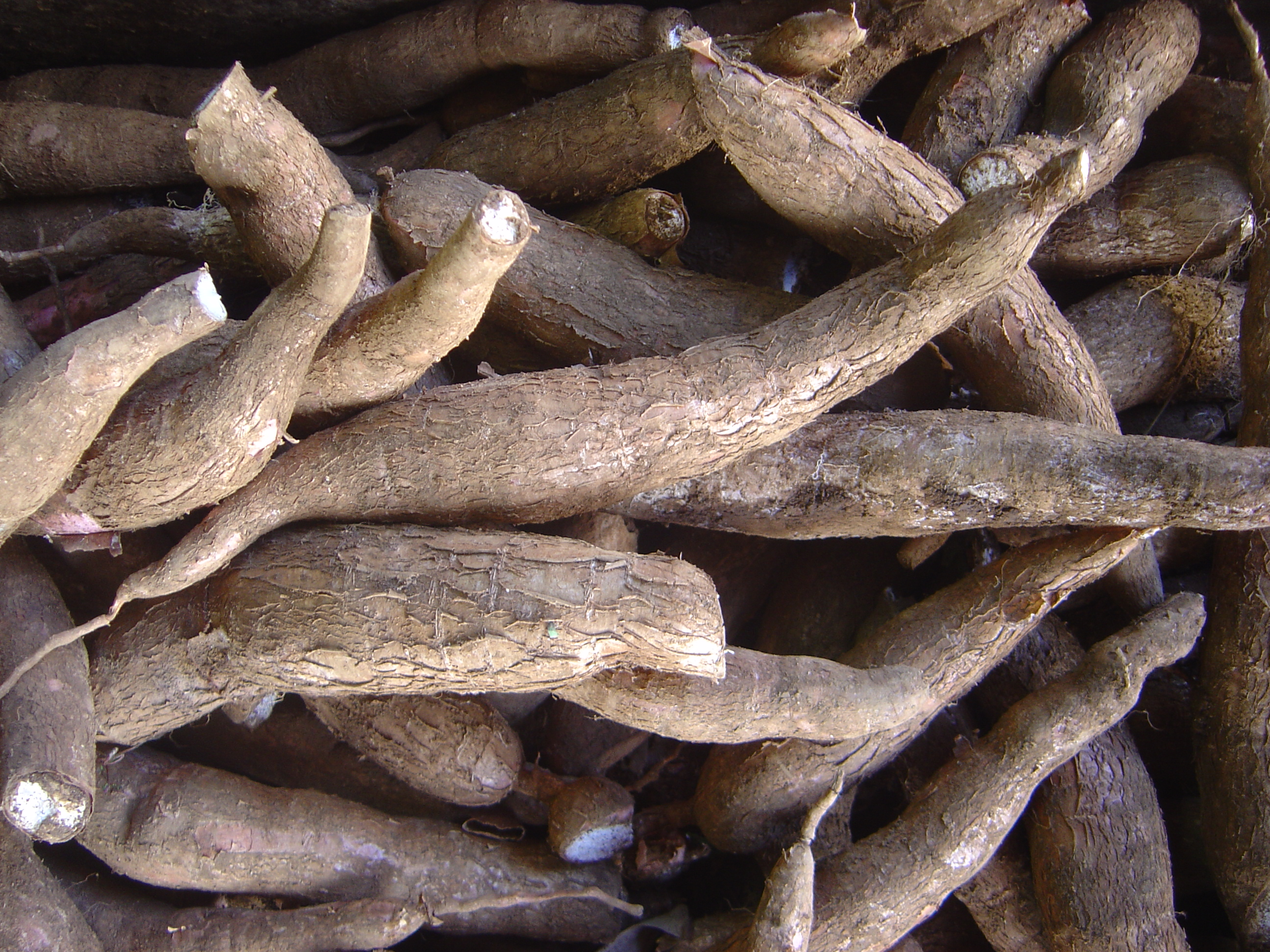
جذور الكسافا الدرنية

- جذر أصلي (قد تتضمن بعض الأنواع أنسجة كبيرة تحتفلقية)
  - أراكاشة صفراء الجذور (أراكاشة)
  - حب المسك (bush carrot)
  - شمندر
  - براسيكا (لفت سويدي ولفت)
  - Bunium persicum (كمون أسود)
  - قرطب
  - جزر شائع
  - الكرفس اللفتي
  - الدايكون (فجل شرق آسيا الأبيض الضخم)
  - طرخشقون - (Taraxacum) spp.
  - عشبة الماكا (maca)
  - Microseris scapigera (yam daisy)
  - لوبيا بصلية spp. (هيكاما)
  - جزر أبيض
  - بقدونس spp. (بقدونس جذور)
  - فجل - (Raphanus sativus)
  - سلسفي هسباني (لحية التيس)
  - سيسارون
  - لحية التيس spp. (salsify)
  - Vigna lanceolata (bush potato)
- درنة نبات
  - Amorphophallus galbra (Yellow lily yam)
  - Conopodium majus (pignut or earthnut)
  - Dioscorea opposita (nagaimo, Chinese yam, Korean yam)
  - Hornstedtia scottiana (Native ginger)
  - بطاطا حلوة
  - Ipomoea costata (يام صحراوي)
  - بفرة
  - Mirabilis extensa (mauka or chago)
  - Psoralea esculenta (breadroot, tipsin, or prairie turnip)
  - إجاص الأرض

## ساق شبيهة بالجذر
- زاميا قزمة، آراروت فلوريدا

## ساق معدلة
- جعثن
  - كونجاك (konjac)
  - قلقاس مغذي (قلقاس)

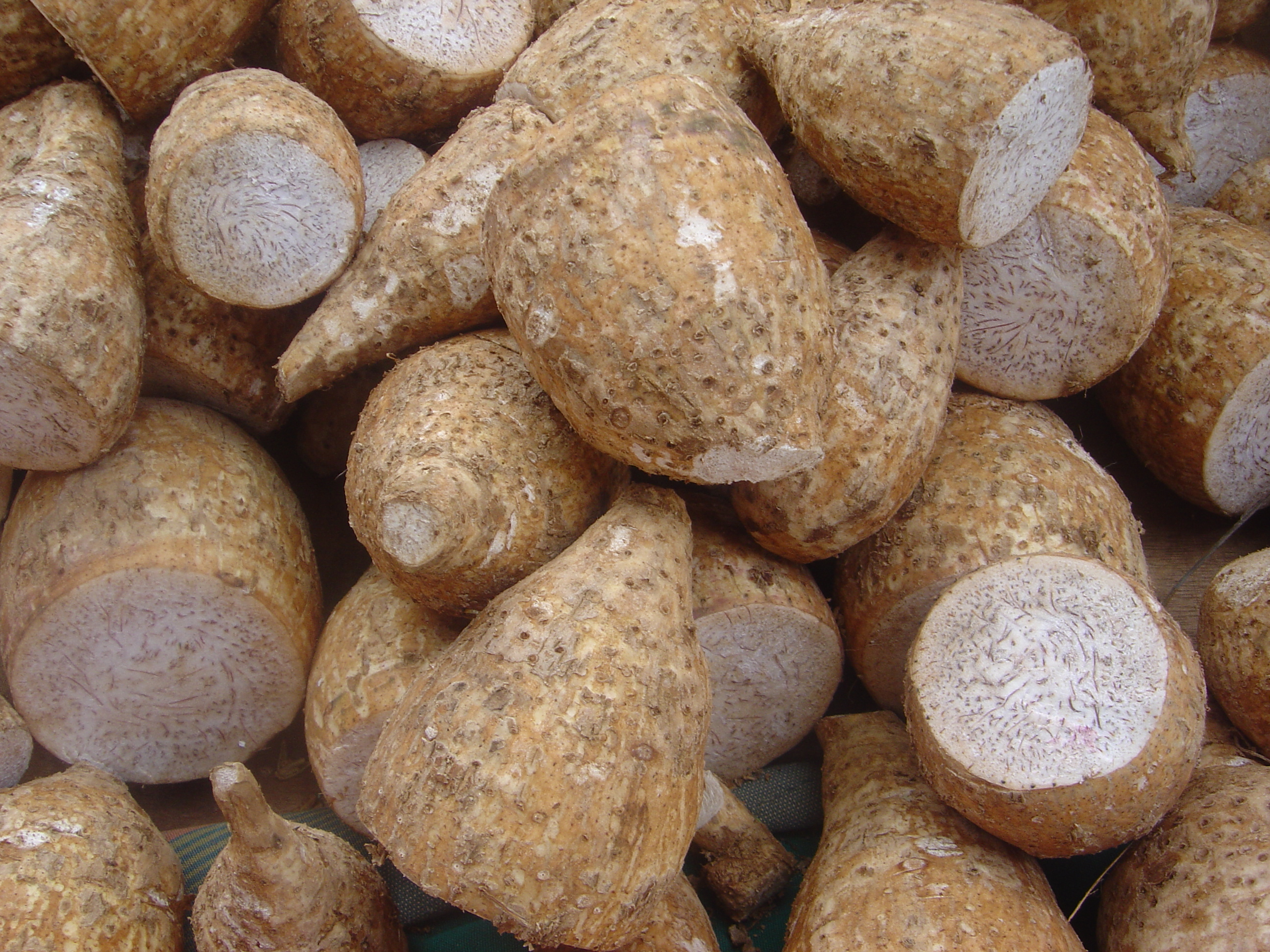
بصيلة القلقاس

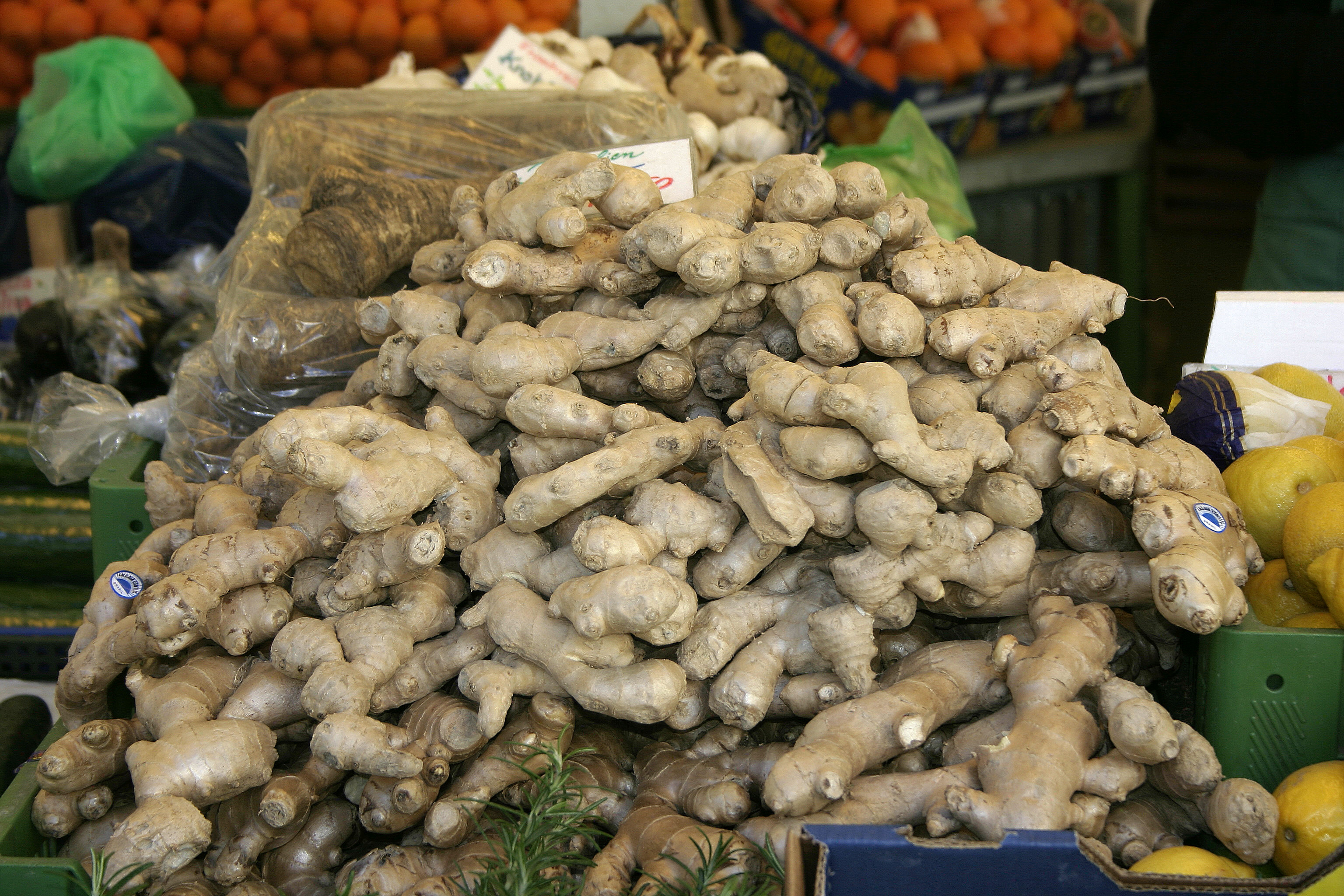
جذور الزنجبيل

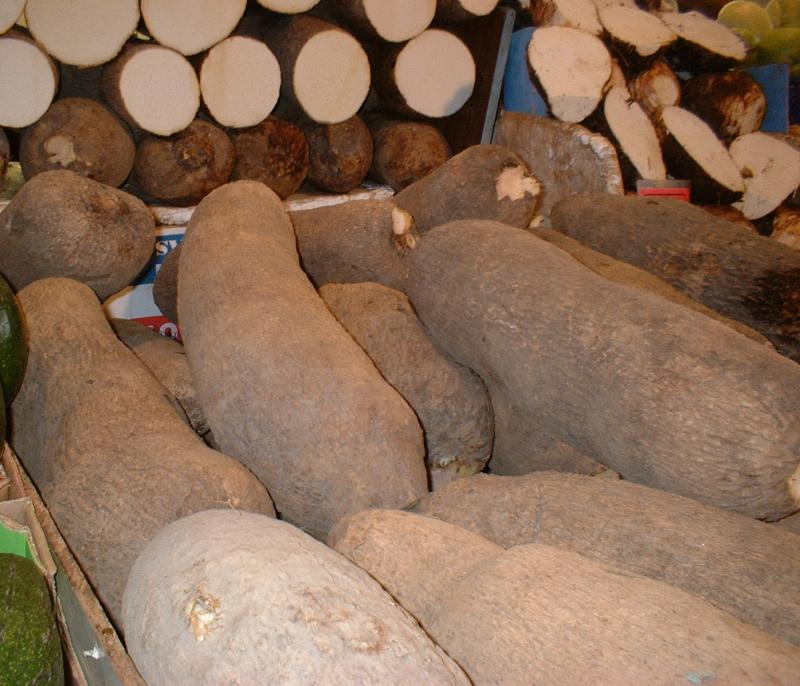
درنات البطاطا الحلوة

  - إيليوكاريس حلو (كستناء المياه الصينية)
  - موز الحبشة
  - جذور اللوتس
  - لوتس (نبات) (زنبق الماء)
  - Pteridium esculentum
  - سهمية (نبات)
  - بوط
  - لوف أصفر
- جذمور
  - كركم
  - جينسنغ
  - قنا (نبات)
  - كورديل شجيري
  - أروروت
  - جذور اللوتس
  - بوط
  - زنجبيل
- الدرنات
  - درنية أمريكية
  - سعد لذيذ
  - ديوسقوريا (يام (نبات)، اليام الأرجواني)
  - دوار الشمس الدرني (خرشوف بيت المقدس)
  - زنبق النهار
  - Lathyrus tuberosus (earthnut pea)
  - أقصليس درني (أوكا أو اليام النيوزيلاندي)
  - بليكترانتوس صالح للأكل
  - بطاطس (البطاطا)
  - ستاكس أليف (خرشوف صيني)
  - كبوسين درني
  - أولوكوس درني

## أبصال

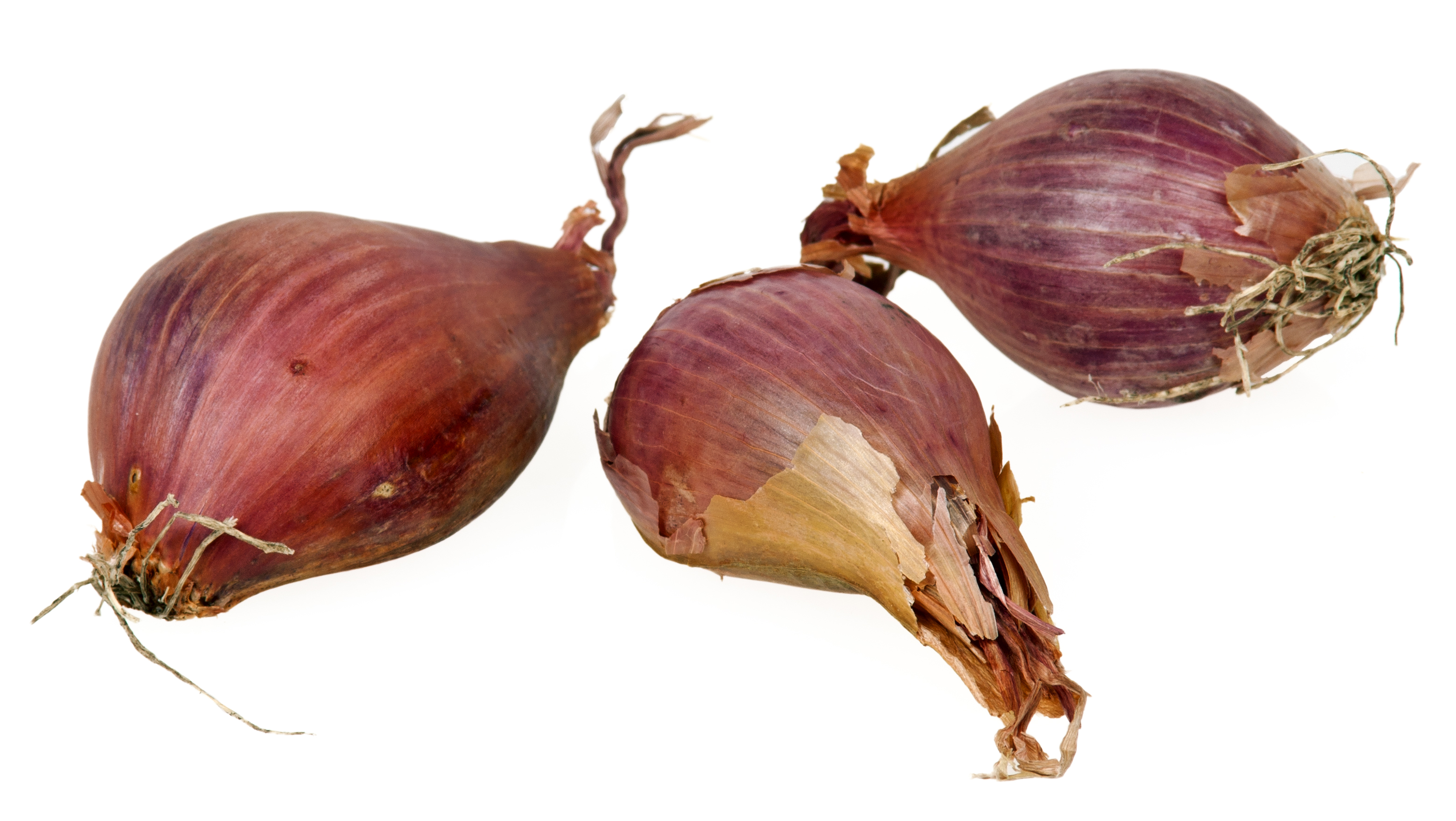
أبصال

- - ثوم (جنس) (ثوم، بصل، الكراث الأندلسي)
  - كماس مألوف (كواماش)
  - سعد بصيلي
  - كالادينا
  - Cryptostylis
  - Cymbidium canaliculatum
  - ديوريس
  - ديبوديوم
  - Erythronium (كاتاكوري)
  - شمرة شائعة
  - جيودورم
  - غلوسوديا
  - زنبق (الزنبقيات)
  - Lypernathus
  - Microtis
  - Prasophyllum
  - Pterostylis
  - Tacca leontopetaloides
  - Thelymitra

## روابط خارجية
- خضراوات من تحت الأرض من كلمة واين في كلية بالومار